# Diaphonia xanthopyga
Diaphonia xanthopyga är en skalbaggsart som beskrevs av Ernst Friedrich Germar 1848. Diaphonia xanthopyga ingår i släktet Diaphonia och familjen Cetoniidae. Inga underarter finns listade i Catalogue of Life.